# Chlorocytus deschampsiae
Chlorocytus deschampsiae är en stekelart som beskrevs av Graham 1965. Chlorocytus deschampsiae ingår i släktet Chlorocytus och familjen puppglanssteklar. Arten är reproducerande i Sverige. Inga underarter finns listade i Catalogue of Life.